# Ильина, Анегина Егоровна
Анегина Егоровна Ильина (Ильина-Дмитриева; род. 3 февраля 1943, с. Дюллюкю, Якутская АССР, СССР ) — камерная, оперная певица (меццо-сопрано), педагог, общественный деятель. Народная артистка СССР (1988).

## Биография
Родилась 3 февраля 1943 года в селе Дюллюкю Верхневилюйского улуса, Якутия, Россия.
С 1957 года училась на музыкальном отделении в Якутском педагогическом училище (ныне Якутский педагогический колледж им. С. Ф. Гоголева) (преподаватель сольного пения — А. Ф. Костин), со 2-го курса — на вокальном отделении в музыкальном училище при Московской консерватории (педагог О. П. Померанцева) (1959—1963). В 1968 году окончила Московскую государственную консерватории им. П. И. Чайковского по классу сольного пения, в 1970 — ассистентуру (педагог Н. Л. Дорлиак).
С 1969 года — ведущая солистка Якутского музыкально-драматического театра (с 1971 — Якутский музыкальный театр, с 1991 — Якутский государственный театр оперы и балета, с 2001 — имени Д. К. Сивцева—Суоруна Омоллоона). Исполнила свыше 30 ведущих меццо-сопрановых партий в оперных спектаклях.
В 1980—1982 годах стажировалась в Большом театре СССР в Москве.
Давала сольные концерты. В её репертуаре свыше 400 сочинений камерной вокальной музыки.
Пела за рубежом в составе разных делегаций в Канаде (1981), Румынии (1984), Монголии (1985), Германии (с 1985 неоднократно), США, Японии.
С 1994 года преподаёт в Высшей школе музыки Республики Саха (Якутия), где заведует кафедрой сольного пения и оперной подготовки.
В 2001 году была учреждена премия имени А. Е. Ильиной-Дмитриевой для молодых талантливых певцов республики.
В настоящее время в Якутии — единственная народная артистка СССР.

### Семья
- Супруг — Пётр Никифорович Дмитриев-Туутук (1938-2018), фольклорист, детский писатель, переводчик, работал в отделе олонхо Института гуманитарных исследований. Заслуженный работник культуры РС (Я).
- Дочь — Дария Дмитриева, театральный художник, автор концертных платьев А. Ильиной.

## Общественная деятельность
- Депутат Верховного Совета СССР 10 созыва (1979—1984)
- Член президиума (академик) Академии духовности Республики Саха (Якутия) (с 1996)
- Член Союза театральных деятелей РФ
- Входила в состав художественного совета театра
- Возглавляла Якутское музыкальное общество.
- Была ректором Университета культуры филиала Московского юридического института.

## Награды и звания
- Лауреат 22-го Международного конкурса вокалистов «Пражская весна» (2-я премия, Чехословакия, 1967)
- Лауреат конкурса камерных исполнителей в Киеве (1968)
- Лауреат ХХ Международного конкурса вокалистов в Мюнхене (3-я премия, 1971)
- Дипломант Всесоюзного конкурса песни в Минске (1973)
- Заслуженная артистка Якутской АССР (1971)[4]
- Заслуженная артистка РСФСР (10.02.1977)
- Народная артистка РСФСР (21.06.1982)
- Народная артистка СССР (29.07.1988)
- Народная артистка Республики Саха (Якутия) (12 февраля 2013) — за выдающиеся заслуги в становлении и пропаганде классического оперного искусства, вклад в духовное и эстетическое развитие народов и воспитание вокалистов республики, многолетнюю плодотворную творческую деятельность, получившую широкое признание общественности и профессионального сообщества[5]
- Государственная премия Якутской АССР имени П. Ойунского (1972)
- Государственная премия РСФСР имени М. И. Глинки (1977) — за исполнение партий в операх «Царская невеста», «Русалка», «Нюргун Боотур», концертные программы
- Орден Дружбы народов
- Знак отличия «370 лет Якутии с Россией» (2002)
- Почётные грамоты Верховных Советов Эстонской ССР (1978), Якутской и Тувинской АССР (1968)
- Почётная грамота Государственного Собрания (Ил Тумэн) Республики Саха (Якутия) (2005) — за значительный вклад в создание Государственного гимна Республики Саха (Якутия)
- Диплом Российского фонда культуры и дирекции международных программ Государственного музея-заповедника «Московский Кремль», Ассоциации «Русская исполнительская школа»
- Почётный гражданин Мегино-Кангаласского улуса (1992)[6]
- Почётный гражданин Республики Саха (Якутия) (2000)[7]
- Имя певицы занесено в первый биографический словарь «Музыканты мира», выпущенный в научном издательстве «Большая российская энциклопедия» (2001)

## Партии
- «Евгений Онегин» П. Чайковского — Ольга, Няня
- «Кармен» Ж. Бизе — Кармен
- «Севильский цирюльник» Дж. Россини — Розина
- «Князь Игорь» А. Бородина — Кончаковна
- «Русалка» А. Даргомыжского — Княгиня
- «Пиковая дама» П. Чайковского — Графиня
- «Борис Годунов» М. Мусоргского — Мамка
- «Фауст» Ш. Гуно — Марта
- «Трубадур» Дж. Верди — Азучена (пела с тенором З. Соткилавой)
- «Риголетто» Дж. Верди — Магдалена
- «Чио-Чио-Сан» Дж. Пуччини — Сузуки
- «Царская невеста» Н. Римского-Корсакова — Любаша
- «Майская ночь» Н. Римского-Корсакова — Свояченица
- «В бурю» Т. Хренникова — Косова и вторая девушка
- «Оптимистическая трагедия» А. Холминов — Комиссар
- «Белоснежка и семь гномов» Э. Колмановского — Королева
- «Красная шапочка» М. Раухвергера — Бабушка
- «Нюргун Боотур» М. Жиркова, Г. Литинского — Туйаарыма Куо (событие сезона 1976—1977 гг.), Кюн Кюбэй
- «Лоокут и Нюргусун» Г. Григоряна — Сардаана, Нагная, Алгыма
- «Колыбельная» 3. Степанова — Кюбэйик
- «Возвращение» В. Каца (моноопера, написанная специально для А. Ильиной) — Саргы Сахадова.
- «Песнь о Манчары» Г. Комракова и Э. Алексеева — Сата, Марыйа
- «Сын солнца» А. Н. Созонова — Седдечюя

### Дискография
Три сольных пластинки-гиганта, записанные фирмой «Мелодия» — «Романсы, якутские песни» (1968), «Арии и дуэты из опер» в сопровождении оркестра Большого театра СССР под управлением М. Эрмлера (1981), «Якутские песни» (1971), четыре оригинальных компакт-диска.